# Goggles
Ne doit pas être confondu avec Google Goggles, Dai Sentai Goggle V, Google ou Googie.
Goggles (ゴーグル, Gōguru) est un recueil de six histoires courtes sous forme de seinen manga de Tetsuya Toyoda prépubliées dans le magazine Monthly Afternoon de l'éditeur Kōdansha entre septembre 2003 et novembre 2012 puis publiées en un volume relié sorti en octobre 2012. La version française est éditée par Ki-oon dans la collection « Latitudes » en un volume sorti en octobre 2013.
Le titre du recueil est tiré du nom de l'une des histoires, Goggles, qui a remporté le prix Afternoon en 2003.

## Synopsis
Slider (スライダー)
Mr. Bojangles (ミスター・ボージャングル)
Goggles (ゴーグル)
Nouvelles acquisitions à la bouquinerie Tsukinoya (古書月の屋買取行)
Aller voir la mer (海を見に行く)
Tonkatsu (とんかつ)

## Publication
| no | Japonais        | Japonais          | Français        | Français          |
| no | Date de sortie  | ISBN              | Date de sortie  | ISBN              |
| -- | --------------- | ----------------- | --------------- | ----------------- |
| 1  | 23 octobre 2012 | 978-4-06-376717-9 | 10 octobre 2013 | 978-2-35592-582-5 |

## Réception
Lors de la remise du Prix Afternoon de l'éditeur Kōdansha, le président du jury, Jirō Taniguchi, a déclaré : « Goggles est une œuvre proche de la perfection dont la lecture m’a bouleversé. »
En France, le manga a reçu un accueil critique majoritairement élogieux. Selon Libération, « le mangaka cultive son art pour communiquer de petites choses insaisissables à travers des personnages tout en retenue, dont on effleure à peine les secrets » et rapproche le manga de l'œuvre de Jirō Taniguchi ou d'Inio Asano. Selon 9emeArt.fr, « la crédibilité de son univers passe aussi par son Japon qui semble retranscrit à la perfection. »

## Distinctions

### Récompenses
- 2003 : Prix Afternoon pour l'histoire courte Goggles

## Nominations
- 2014 : 41e festival international de la bande dessinée d'Angoulême, « Sélection officielle »[7]

### Prépublication
1. ↑  Afternoon, janvier 2008
2. ↑  Afternoon, avril 2011
3. ↑  Afternoon, septembre 2003
4. ↑  Hôsho Gekkan, janvier 2007
5. ↑  Afternoon, novembre 2012
6. ↑  Afternoon, octobre 2012

#### Édition japonaise
Kōdansha
1. 1 2  (ja) « Tome 1 ».

#### Édition française
Ki-oon
1. 1 2  (fr) « Tome 1 ».